# Gustave Hagemans

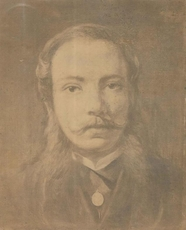
Gustave Hagemans

Gustave Hagemans (Brussel, 27 mei 1830 - Waterloo, 15 januari 1908) was een Belgisch volksvertegenwoordiger en egyptoloog.

## Levensloop
Gustave Hagemans werd geboren als Gustave Gladstanes, en was een zoon van Gustave Hagemans (1810-1830) en van de danseres Marie Gladstanes. Zijn vader erkende zijn zoon pas in 1840. In 1851 liet hij zijn naam veranderen  naar Hagemans. Hij was de kleinzoon en erfgenaam van Josse Hagemans (1773-1840), bankier en medestichter van de Société Générale, die hem een fortuin naliet. Op zijn 21ste was hij rentenier en op zijn 30ste mecenas. 
Hij was door zelfstudie historicus en archeoloog en maakte talrijke reizen in dat verband. Hij was een tijdlang voorzitter van de Belgische Academie voor Archeologie.

### Luikse periode
Na zijn opleiding in Doornik tot september 1849, ging hij vervolgens naar de universiteit van Luik, maar maakte er zijn studies niet af. Hij vestigde zich enkele jaren in Luik na het huwelijk in juni 1851 met met zijn eerste vrouw, Malvina Renette (1827-1860). Zij hadden vier kinderen, waaronder de kunstschilder Maurice (1852-1917). Ook zijn kleinkind Paul werd later kunstschilder.  
Vanaf 1853 was hij actief betrokken met het Archeologisch Instituut van Luik, waar hij in 1855 conservator werd (tot 1856). Hij gaf er ook een eerste versie uit met zelfgemaakte tekeningen van zijn eigen collectie (Cabinet d'amateur, 1854).  
Omwille van de slechte gezondheid van zijn vrouw, verkende hij van 1857 tot 1860 Italië. Naast de uitbreiding van zijn eigen collectie bestudeerde (en tekende) hij monumenten, archieven en collecties. Op voorspraak van de Milanese archeoloog Bernardino Biondelli (1804-1886) mocht hij de Biblioteca Marciana in Venetië bestuderen. Toen zijn vrouw in 1860 overleed keerde hij terug naar België.

### Brusselse periode
Verdrietig, moe en aangeslagen vestigt hij zich in Brussel en verkoopt in 1861 ongeveer 1500 objecten uit zijn persoonlijke verzameling  (ver onder de kostprijs) aan het toenmalige Musée Royal d'Armures, d'Antiquités et d'Ethnologie in de Hallepoort (de voorloper van de Koninklijke Musea voor Kunst en Geschiedenis). Op de vraag om het museum in de Hallepoort te inventariseren geeft hij pas na een lange rondreis (Algerije, Egypte, Griekenland en de Levantijnse havens) antwoord in 1863 door een partiële inventaris te publiceren. Dit lijkt het begin van een nieuwe wending als schrijver, geschiedkundige en politicus.   

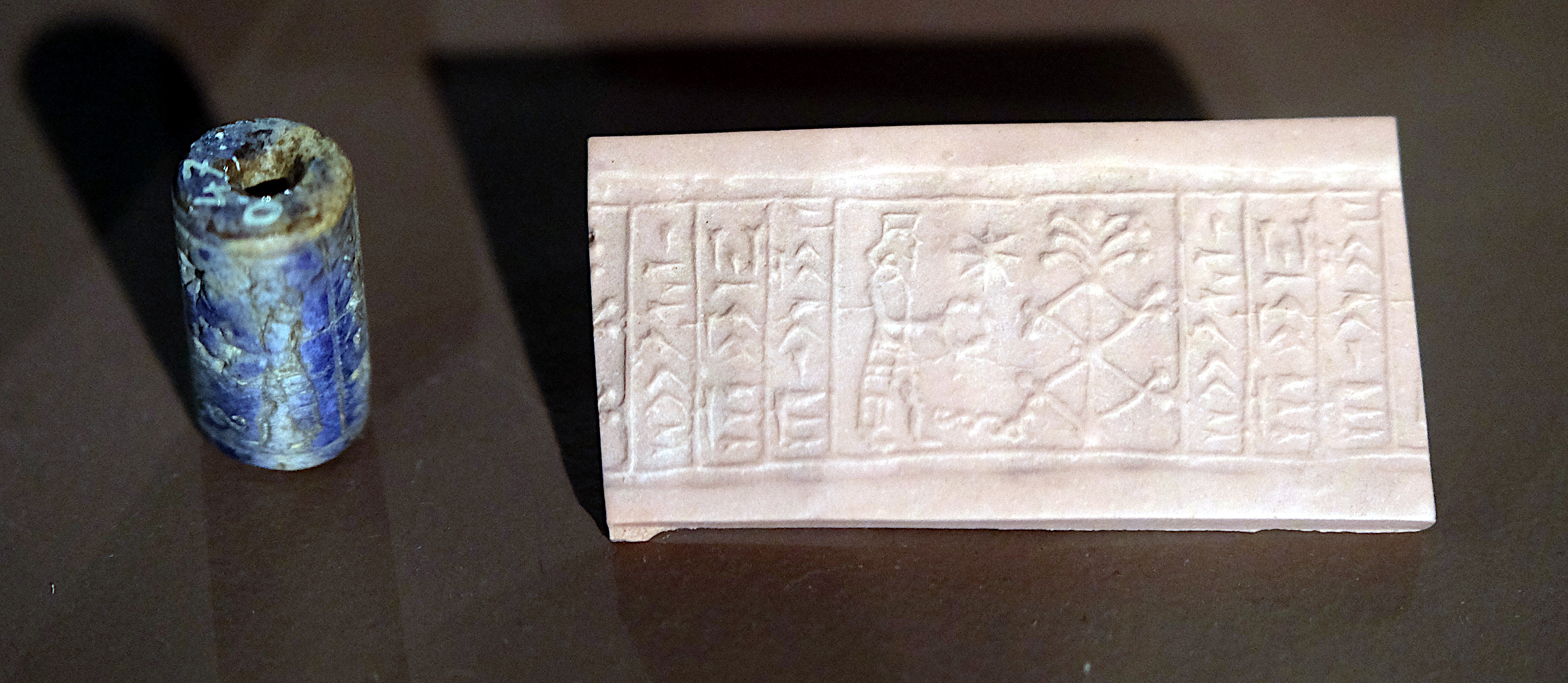
Cilinderzegel met de voorstelling van de mythe van Etana. Archaïsche dynastie (2800 voor Chr. - 2450 voor Chr.) Dit is een van de stukken die Gustave Hagemans meebracht tijdens een reis naar de Levant. Hij schonk het in 1861 aan het toenmalige Musée Royal d'Armures, d'Antiquités et d'Ethnologie in de Hallepoort

In 1866 verscheen er van zijn hand een boek over de geschiedenis van Chimay. Dat was niet toevallig: hij was net eigenaar geworden van het landgoed Bertignon  (van 888 ha) in Macquenoise-Momignies en was van plan in de politieke arena te stappen als liberaal. Na een succesvolle campagne, met hevige tegenstand van de plaatselijk (katholieke) adel van Chimay, werd hij in 1866 verkozen tot liberaal volksvertegenwoordiger voor het arrondissement Thuin. Hij vervulde dit mandaat tot in 1878. In de Kamer hield hij pleidooien voor de uitbreiding van de collectie afgietsels van beeldhouwwerken en voor de oprichting van een museum van kopieën van schilderwerken. Tevens ijverde hij voor de afschaffing van de doodstraf.  
Van 1864 tot 1876 was hij een van de leidende figuren van grote internationale archeologische evenementen. Als voorzitter van de Academie voor Archeologie kwam hij in contact met de Keizerlijke Russische Archeologische Vereniging.
Hij was bevriend met Filicien Rops. Zo zijn er in de archieven van Hagemans drie originele tekeningen van Felicien Rops ontdekt, die hij gemaakt heeft tijdens een gezamenlijke reis naar Scandinavië.

### Neergang en levenseinde
Vanaf 1876 verliest hij om onduidelijke redenen al zijn bezittingen in Chimay en verliest daardoor ook zijn politiek gewicht met een ontslag in 1878 tot gevolg. Zonder politiek gewicht maakte hij ook geen kans meer om Théodore Juste op te volgen als directeur van het museum in de Hallepoort, het museum waar hij een groot deel van de collectie had achtergelaten.
Hij huwt met Clémence Juliette Navez (1852-1931) in 1876. Zij krijgen twee dochters: Adrienne en Maire Eugénie Aimée.
Hij voltooit nog een hiërogliefen-frans dubbellexicon in 1896 (dat hij zelf illustreerde, ondanks visuele problemen). Bij de dood van zijn jongste dochter (Marie) op twintigjarige leeftijd in 1899, trok hij zich terug uit het openbare leven. In 1906 verhuisde hij met zijn andere dochter Adrienne naar Waterloo, waar hij stierf op 15 januari 1908.

## Kunstvoorwerpen uit de Collectie Hagemans
De herkomst van de kunstwerken uit de oorspronkelijke collectie Hagemans is niet altijd even duidelijk. 
- Zo staat bij de herkomstbeschrijving van de Sedes sapientiae van Hermalle-sous-Huy dat het Hallepoortmuseum het verwierf in 1861 van Gustave Hagemans. De catalogus van 1878 geeft aan dat het object 'gevonden' werd in het Kasteel van Hermalle', wat het object zijn naam heeft gegeven.[7] Niettemin is het een van de oudste sedes sapientiae die in België wordt bewaard.

- Ook hij werd slachtoffer van vervalsingen die de Egypte-koorts in de 19e eeuw vergezelden. Zo stelde hij in 1892 tijdens een conferentie van de archeologische vereniging van Brussel een beschilderd doek voor uit de "Ptolemeïsche periode" (300-30 vChr.). Later bleek dat het een vervalsing betrof.[8]

- Cilinderzegel met de voorstelling van de mythe van Etana, Archaïsche dynastie (2800 voor Chr. - 2450 voor Chr.)

## Publicaties

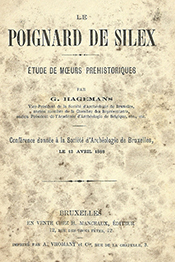
Voorblad van zijn prehistorische roman Le poignard de silex uit 1889

- Voorblad van zijn prehistorische roman Le poignard de silex uit 1889Un cabinet d'amateur. Notices archéologiques et description raisonnée de quelques monuments de haute antiquité, Luik/Leipzig, 1863. Als eboek beschikbaar (ISBN 9782346121960)
- Histoire du Pays de Chimay, 1866.
- Les...Champollion, ces savants égyptologues.
- Relations inédites d'Ambassadeurs Vénitiens dans les Pays-Bas sous Philippe II. Et Albert et Isabelle, in: Annales de l'Académie Archéologique de Belgique (ISBN 9781241775391)
- Le poignard de silex. Étude de mœurs préhistoriques,H. Manceaux, Brussel, 1889, 74 p. 
  - Een prehistorische roman, lang voor de publicatie van La geuerre du feu van J.-H. Rosny. Gustave Hagemans ging in die tijd prat op een wetenschappelijke en populariserende aanpak.[9]
- Lexique hiéroglyphe-français et français-hiéroglyphe, 1896.

## Erkenning
- Ridder in de Leopoldsorde
- Orde van Sint-Stanislaus (2e klasse)